# Emerald van't Ruytershof
Emerald van't Ruytershof (né le 19 mai 2004) est un étalon de robe alezan, appartenant au stud-book du BWP, monté en saut d'obstacles par le cavalier néerlandais Harrie Smolders, avec qui il décroche de nombreux Grands Prix entre 2013 et 2018, une médaille d'argent en Coupe du monde, et participe aux Jeux olympiques d'été de 2016 à Rio de Janeiro. C'est un fils de Diamant de Semilly, et petit-fils de Carthago par sa mère. Il est devenu étalon reproducteur à son tour.

## Histoire
Emerald van't Ruytershof naît le  19 mai 2004 à l'élevage de Bert van den Branden, à Sint-Niklaas en Belgique flamande. Copropriété de Joris de Brabander et Bert van den Branden, il est admis à la reproduction au BWP avant de commencer sa carrière sportive. En 2010, alors qu'il a 6 ans, il est acquis par les écuries Euro Horse pour y être monté par Harrie Smolders.
Il est vice-champion du monde des chevaux d'obstacles de 7 ans en 2011, avec Harrie Smolders, terminant un tour sans faute en 34 secondes 56 au CSIW5* de Malines. En 2016, il est sélectionné avec Smolders pour les Jeux Olympiques à Rio de Janeiro, atteignant la finale. Il décroche aussi la médaille d'argent lors de la finale de la Coupe du monde de saut d'obstacles 2015-2016, à Göteborg.
Il participe à son dernier concours de haut niveau à Genève en décembre 2018, puis est officiellement mis à la retraite sportive en février 2019, à l'âge de 15 ans.

## Description

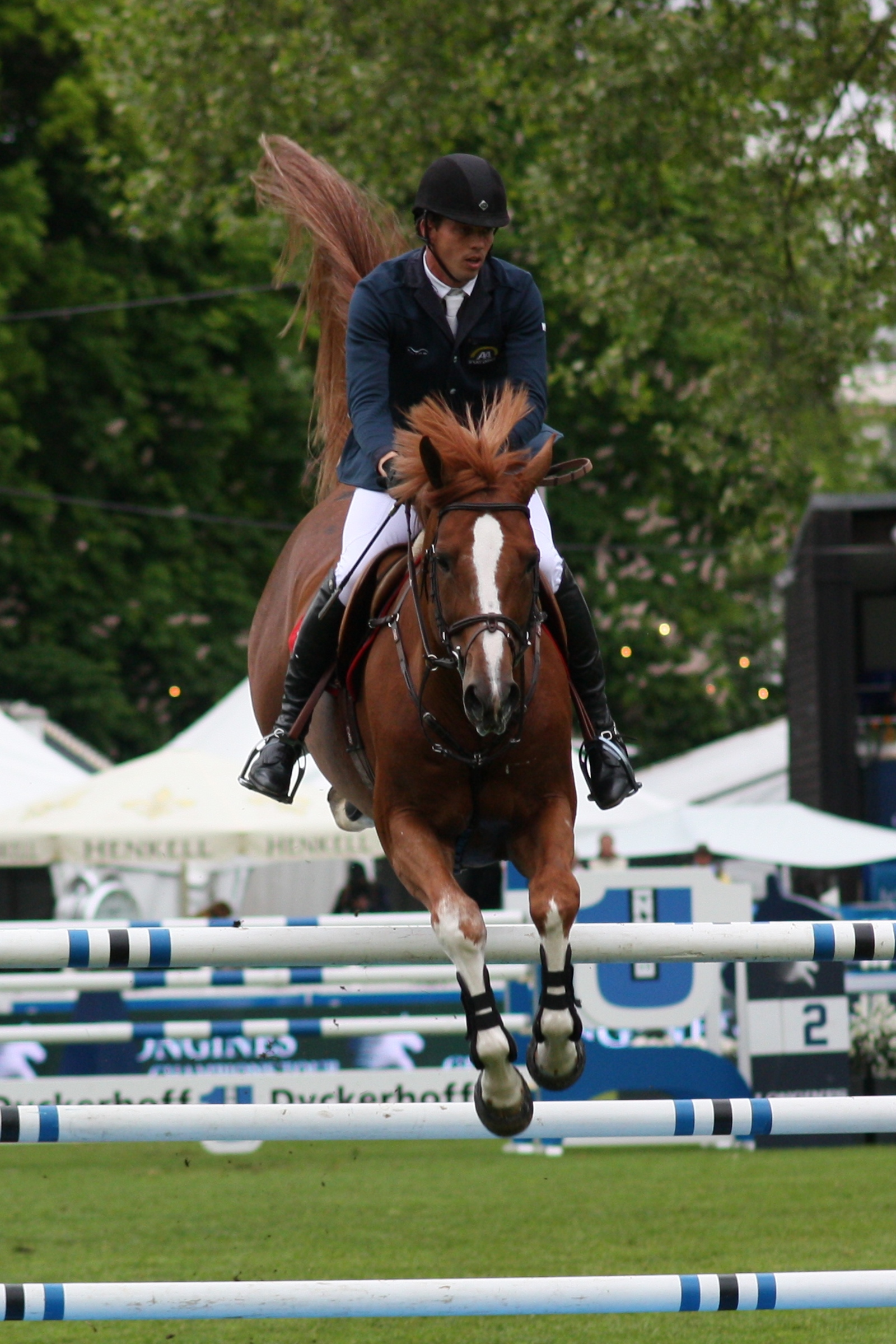
Emerald van't Ruytershof monté par Harrie Smolders au CSI5* de l'Internationanles Wiesbadener Pfingstunier 2013.

Emerald van't Ruytershof est un étalon de robe alezan (avec une adjonction de blanc étendu), inscrit au stud-book du BWP. Il mesure 1,70 m.

## Palmarès
- 2013 : vainqueur du Grand Prix du CSI2* de Vilamoura
- 2016 : 27e individuel aux Jeux olympiques d'été de 2016 à Rio de Janeiro[1].
- 2017 : vainqueur du Grand Prix CSI5* GCT de Chantilly ; 4ème du Grand Prix CSI5* GCT de Miami et du Grand Prix CSI5* GCT de Londres ; 6e du Grand Prix CSI5* GCT de Valkenswaard.
- 2018 : vainqueur du Grand Prix CSI5* de Bordeaux ; 2ème du Grand Prix CSI5* GCT de Cannes ; et 2ème de la finale coupe du monde de Paris[7].

## Origines
Emerald van't Ruytershof est un fils de l'étalon Diamant de Semilly et de la jument Carthina Z, par Carthago,.

## Descendance
Emerald van't Ruytershof est approuvé à la reproduction ; il est notamment le père de Jeunesse van't Paradijs, Sea Coast Kyra, Imerald vh Voorhof, Jaguar van't Berghoeve, et Mandato van de Neerheide.
Visualiser la lignée de Emerald sous forme de graphe